# 里登 (喬治亞州)
里登（英語：Redan）是位於美國喬治亞州迪卡爾布縣的一個人口普查指定地區。

## 地理
里登的座標為33°44′21″N 84°09′57″W / 33.73917°N 84.16583°W，而該地最高點為海拔高度299米（即981英尺）。

## 人口
根據2010年美國人口普查的數據，里登的面積為24.80平方千米，當中陸地面積為24.70平方千米，而水域面積為0.10平方千米。當地共有人口33015人，而人口密度為每平方千米1,331人。